# Go Won-hee
Go Won-hee (* 12. September 1994 in Seoul als Kim Won-hee (김원희)) ist eine südkoreanische Schauspielerin und ein Model. Sie begann ihre Laufbahn 2011 und erlangte unter anderem als Model für Asiana Airlines 2012 sowie ihre Auftritte in koreanischen Dramen Bekanntheit.

## Leben
Go Won-hee plante zunächst eine Laufbahn als Idol in der von 2012 bis 2018 aktiven Girlgroup Fiestar, wurde jedoch letztlich nicht Teil der Besetzung und begann stattdessen eine Karriere als Model und Schauspielerin. Ihre ersten Auftritte in Fernsehspots hatte sie 2011, größere Bekanntheit erlangte Go Won-hee ab 2012 als bis dahin jüngstes Model für Asiana Airlines. Im selben Jahr folgten erste Auftritte in Fernsehserien. 2015 gehörte sie während der sechsten Staffel zum Ensemble des koreanischen Ablegers der US-amerikanischen Comedy-Show Saturday Night Live.
Gon Won-hees Filmauftritte beschränkten sich zunächst meist auf kleine Nebenrollen, darunter 2015 im Mystery-Thriller Das Internat: Zum Schweigen verurteilt. 2017 spielte sie als Han-sol im Independentfilm After My Death eine der Hauptrollen. 2021 war Go Won-hee als Lee Gwang-tae in 50 Folgen der Fernsehserie Revolutionary Sisters zu sehen. Für ihre schauspielerische Leistung wurde sie 2015 und 2019 für den KBS Drama Award nominiert und 2017 als beste Newcomerin mit dem Korea Drama Award ausgezeichnet.
2023 spielte Go eine der Hauptrollen in der für Netflix produzierten Serie Love to Hate You.
Go Won-hee gab im September 2022 ihre Verlobung bekannt. Die Hochzeit folgte einen Monat später in ihrer Heimatstadt Seoul.

## Filmografie (Auswahl)
- 2012: Don’t Click (Mi-hwak-in-dong-yeong-sang)
- 2014: Tabloid Truth (Jji-ra-si: Wi-heom-han so-moon)
- 2015: Das Internat: Zum Schweigen verurteilt (Gyeongseonghakyoo: Sarajin sonyeodeul)
- 2015: Saturday Night Live Korea (22 Folgen)
- 2016: Herr Mo (Merry Christmas Mr. Mo)
- 2017: After My Death (Joe Maneun Sonyeo)
- 2018: Kwinkameikeo (Webserie für Lotte; sieben Folgen)
- 2020: Yoobyeolna! Munsyepeu (Fernsehserie, 16 Folgen)
- 2021: Nevertheless (Algoitjiman; Fernsehserie, eine Folge)
- 2021: Revolutionary Sisters (O-ke-i Kwang-ja-mae; Fernsehserie, 50 Folgen)
- 2023: King the Land (Kingdeoraendeu; Fernsehserie, 16 Folgen)
- 2023: Love to Hate You (Yeon-aedaejeon; Fernsehserie, 10 Folgen)